# Ofiary represji Niemiec nazistowskich w Polsce
Ofiary represji Niemiec nazistowskich w Polsce – miliony obywateli polskich, zamordowanych w wyniku realizacji niemieckiego programu ludobójstwa w czasie
okupacji niemieckiej w Polsce w latach 1939–1945. Program mordowania określonych grup ludnościowych lub jej wybitnych przedstawicieli, określony założeniami polityki narodowego socjalizmu, był realizowany na drodze eksterminacji w obozach pracy, obozach koncentracyjnych, masowych egzekucjach, więzieniach. Obejmuje także zmarłych na skutek tortur, zmarłych z głodu w gettach i wskutek przesiedleń. Do ofiar polityki reżimu narodowosocjalistycznego należy również zaliczyć wszystkich tych, którzy zmarli w wyniku działań wojennych w okupowanej w latach 1939–1945 Polsce. Według szacunków Biura Odszkodowań Wojennych z 1946, Polska poniosła w latach 1939–1945 straty ludnościowe w wysokości 6 028 000 osób:
| Przyczyna śmierci                                                                            | Liczba ofiar w tysiącach | Procent ogółu ludności |
| -------------------------------------------------------------------------------------------- | ------------------------ | ---------------------- |
| Działania wojenne                                                                            | 644                      | 2,4                    |
| Śmierć w obozach zagłady, w rezultacie pacyfikacji, egzekucji i likwidacji gett              | 3577                     | 13,3                   |
| Śmierć w więzieniach, obozach, wskutek epidemii, wycieńczenia, złego obchodzenia się itd.    | 1286                     | 4,7                    |
| Śmierć poza obozami z wycieńczenia, na skutek doznanych ran, okaleczeń, nadmiernej pracy itd | 521                      | 1,8                    |
|                                                                                              | 6028                     | 22,2                   |

Wśród ogólnej liczby ofiar ok. 2 700 000 do 3 000 000 stanowili obywatele polscy narodowości żydowskiej, w tym około 500 000 zginęło w gettach i obozach pracy, 200 000 Żydów polskich zamordowały oddziały Einsatzgruppen. 1 400 000 do 1 800 000 spośród ogólnej liczby pomordowanych Żydów to ofiary obozów zagłady. Wojnę przetrwało ok. 500 000, w tym jedynie 100 000 Żydów pod okupacją niemiecką.
Liczba ponad 6 milionów pomordowanych obywateli polskich, podana oficjalnie przez Biuro Odszkodowań Wojennych w 1946, była kwestionowana przez różnych badaczy. W 1947 na procesie Ludwiga Fischera polski demograf H. Kopeć podał liczbę 5,8 mln. W 1958 inny demograf, A. Maryański, oszacował polskie straty ludnościowe na 4–4,5 mln ofiar. Precyzyjne określenie liczby ofiar jest problematyczne, z uwagi m.in. na konieczność uwzględnienia zmniejszenia przyrostu naturalnego na skutek okupacji niemieckiej w Polsce w latach 1939–1945 i inne istotne czynniki. W 2007 Instytut Pamięci Narodowej i Ministerstwo Kultury i Dziedzictwa Narodowego, rozpoczęły program badawczy „Straty osobowe i ofiary represji pod okupacją niemiecką”, mający precyzyjne oszacować i udokumentować rzeczywistą liczbę polskich ofiar nazizmu w latach 1939–1945.
W latach 1939–1945, na skutek działań okupanta niemieckiego, zginął co czwarty obywatel polski. Polska, w porównaniu do innych krajów okupowanych przez III Rzeszę, straciła na każdy 1 tys. obywateli – 220 osób (USA – 2,9, Belgia – 7, Wielka Brytania – 8, Francja – 15, Holandia – 22, ZSRR – 116 obywateli). Spośród warstw wykształconych społeczeństwa i inteligencji, w Polsce zginęło:
- 39% lekarzy
- 33% nauczycieli szkół niższych szczebli
- 30% naukowców i wykładowców wyższych uczelni (700 profesorów)
- 28% księży
- 26% prawników[5]

W szczególności eliminowano wybitnych przedstawicieli elit intelektualnych społeczeństwa, działaczy politycznych, społecznych i kulturalnych i osób zasłużonych dla kraju, m.in.:

## Organizacje
W Polsce działa kilkanaście organizacji, stowarzyszeń i związków zrzeszających obywateli polskich którzy zostali poszkodowani przez reżim nazistowski III Rzeszy, które prowadzą działalność w zakresie pomocy materialnej i prawnej osobom poszkodowanym, a także zajmują się działalnością wydawniczą i popularyzowaniem wiedzy o zbrodniach nazistowskich (w tym również działalnością historyczno-naukową).
Najważniejszych 25 organizacji zrzesza powstała 16 lutego 2004 Polska Unia Ofiar Nazizmu (PUON), posiadająca status organizacji pożytku publicznego, założona przez Stowarzyszenie Polaków Poszkodowanych przez III Rzeszę, Polski Związek Byłych Więźniów Politycznych Hitlerowskich Więzień i Obozów Koncentracyjnych, Stowarzyszenie Żydów Kombatantów i Poszkodowanych w II Wojnie Światowej, Związek Kombatantów RP i Byłych Więźniów Politycznych oraz Fundację „Polsko-Niemieckie Pojednanie”.